# Мор, Ханна
Ханна Мор (англ. Hannah More; 2 февраля 1745, Fishponds, Юго-Западная Англия — 7 сентября 1833, Клифтон, Юго-Западная Англия) — английская писательница, поэтесса и драматург, автор религиозных и морально-этических сочинений, филантроп.
Родилась в Стэплтоне, в семье Джейкоба Мора (1700—1783), школьного учителя. Была младшей из пяти сестёр, обучалась в основанной старшими сёстрами школе-интернате. Свою первую пьесу написала в 1762 году, с 1773 года жила в Лондоне. За свою жизнь написала большое количество работ и художественных произведений — от трактатов о нравственности до пасторальных поэм и детских сказок. Наиболее известным её произведением считается книга Coelebs in search of a Wife. Большую известность получила также благодаря своей деятельности по улучшению условий жизни детей горнорудных районов, каждому из которых она стремилась обеспечить доступ к образованию.
Ханна Мор провела последние пять лет своей жизни в Клифтоне и умерла 7 сентября 1833 года.